# Sierraceratops turneri
Sierraceratops turneri — вид динозаврів (Dinosauria), викопні верхньокрейдові рештки яких знайдено у південно-центральної частини Нью-Мексико.

## Опис

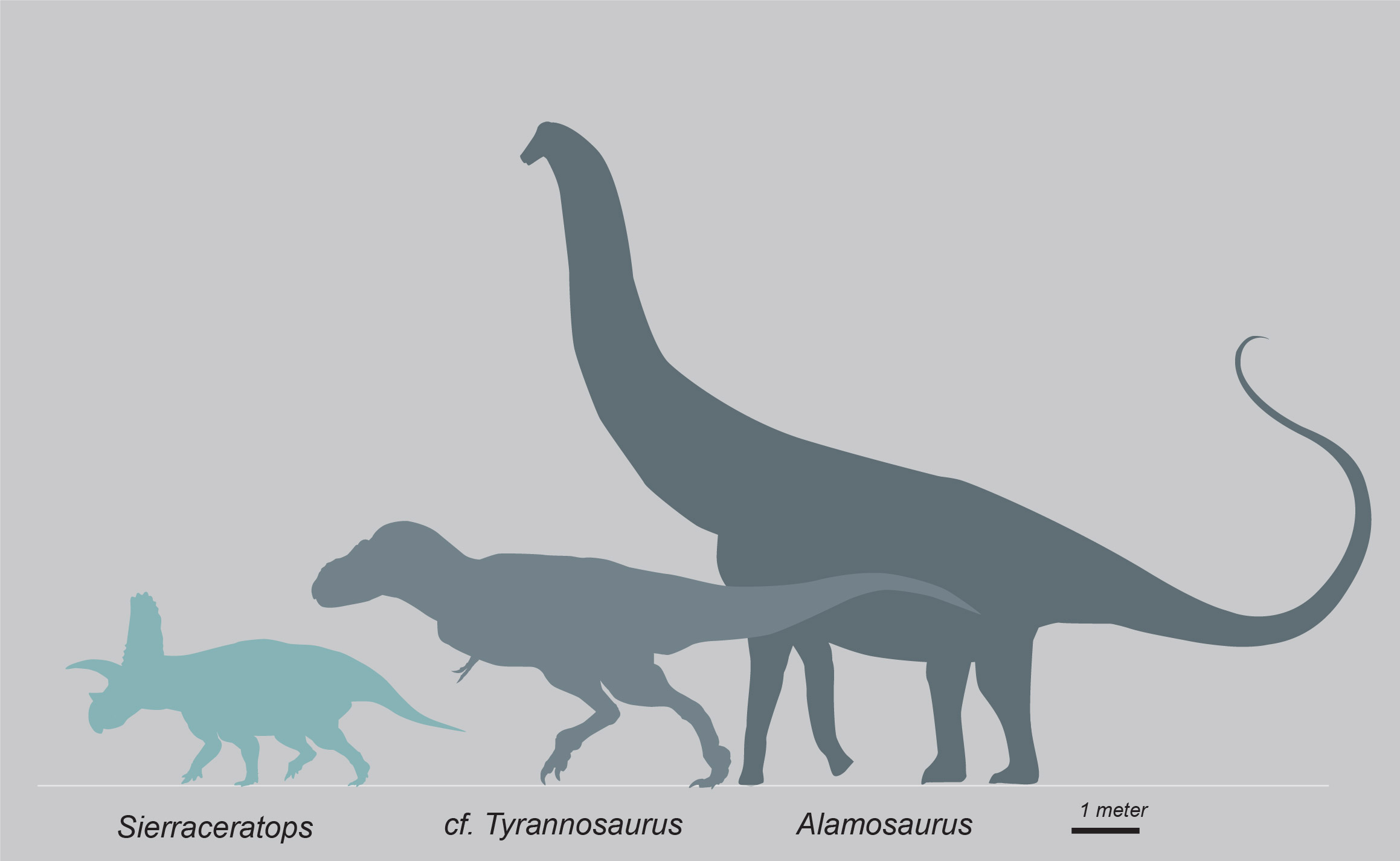
Порівняння сьєрацератопса (Sierraceratops) з алмозавром (Alamosaurus) і тиранозавром (Tyrannosaurus) — динозаврами верхньої крейди Північної Америки

Рогаті динозаври (Ceratopsidae) були різноманітною родиною травоїдних динозаврів, що походять із пізньої крейди на заході Північної Америки (Ларамідії). Сьєрацератопс вирізняється відносно короткими, міцними та посередньо стиснутими роговими кістками. Тварина також мала сплощений медіальний гребінь. Філогенетичний аналіз ставить Сьєрацератопса як сестринський таксон до бравоцератопів (Bravoceratops) та коавілацератопсів (Coahuilaceratops), що є частиною клади, ендемічної на південному заході США та Мексики.

## Поширення
Викопні рештки знайдено із формації Хол-Лейк (англ. Hall Lake Formation) у південно-центральної частини Нью-Мексико.